# John Rhea

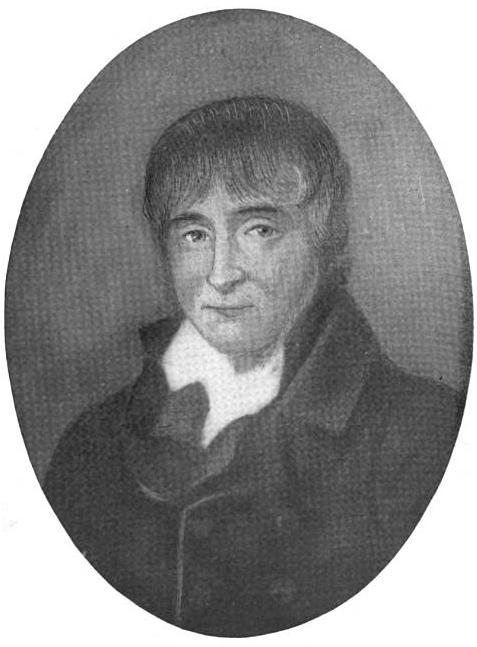
John Rhea

John Rhea (* 1753 im County Londonderry, Nordirland; † 27. Mai 1832 bei Blountville, Tennessee) war ein US-amerikanischer Politiker. Zwischen 1803 und 1823 vertrat er zweimal den Bundesstaat Tennessee im US-Repräsentantenhaus.

## Werdegang
Im Jahr 1769 kam John Rhea mit seinen Eltern in das damals noch britische Philadelphia in Pennsylvania. Über Piney Creek in Maryland gelangte die Familie im Jahr 1778 das Gebiet des östlichsten Teils des späteren Staates Tennessee. Bis 1780 studierte Rhea am Princeton College. Während der Endphase des Unabhängigkeitskrieges nahm er im Oktober 1780 an der Schlacht am Kings Mountain teil. Später wurde er Gerichtsdiener im Sullivan County, das zunächst Teil des kurzlebigen State of Franklin und danach von North Carolina war. Im Jahr 1796 fiel dieses Gebiet schließlich an den neu geschaffenen Staat Tennessee. Rhea übte das Amt des Gerichtsdieners zwischen 1785 und 1790 aus. In dieser Zeit war er auch Abgeordneter im Repräsentantenhaus von North Carolina. 1789 war er Mitglied der Delegation, die die Verfassung der Vereinigten Staaten für North Carolina ratifizierte. Nach einem Jurastudium wurde Rhea im selben Jahr als Rechtsanwalt zugelassen. 1796 war er Mitglied der verfassungsgebenden Versammlung in Tennessee. Im gleichen Jahr wurde er Bezirksstaatsanwalt im Greene County. Zwischen 1796 und 1797 saß Rhea auch als Abgeordneter im Repräsentantenhaus von Tennessee.
Politisch schloss er sich der Bewegung um Thomas Jefferson an und wurde Mitglied der von diesem gegründeten Demokratisch-Republikanischen Partei. Bei den staatsweit ausgetragenen Kongresswahlen des Jahres 1802 wurde Rhea für den damals neu geschaffenen dritten Sitz von Tennessee in das US-Repräsentantenhaus in Washington, D.C. gewählt, wo er am 4. März 1803 sein neues Mandat antrat. Nach fünf Wiederwahlen konnte er bis zum 3. März 1815 sechs Legislaturperioden im Kongress absolvieren. In diese Zeit fielen unter anderem der Louisiana Purchase, durch den das US-Staatsgebiet beträchtlich vergrößert wurde, und der Britisch-Amerikanische Krieg von 1812. Im Jahr 1804 wurde der 12. Verfassungszusatz verabschiedet. Von 1807 bis 1815 war John Rhea Vorsitzender des Postausschusses. Außerdem gehörte er dem Ausschuss an, der sich mit Abfindungen und Entschädigungen aus der Revolutionszeit befasste.
Nach seinem vorläufigen Ausscheiden aus dem US-Repräsentantenhaus war Rhea im Jahr 1816 Unterhändler bei Verhandlungen mit den Choctaw-Indianern. Bei den Kongresswahlen des Jahres 1816 wurde er im fünften Distrikt seines Staates erneut in den Kongress gewählt, wo er am 4. März 1817 Isaac Thomas ablöste. Nach zwei Wiederwahlen konnte er bis zum 3. März 1823 drei weitere Amtszeiten im Repräsentantenhaus verbringen. In dieser Zeit führte er erneut den Vorsitz im Ausschuss für Abfindungen und Entschädigungen aus der Revolutionszeit. Damals setzte er sich auch für eine Verbesserung des Bildungssystems in Tennessee ein. Er wurde einer der Gründer des Blount College, aus der später die University of Tennessee hervorging.
Nach seinem endgültigen Ausscheiden aus dem Kongress zog sich John Rhea in den Ruhestand zurück, den er auf seiner Plantage bei Blountville verbrachte. Dort ist er am 27. Mai 1832 auch verstorben. Das Rhea County in Tennessee wurde nach ihm benannt.